# Deshawn Freeman
Deshawn Freeman (Rocky Mount, 15 marzo 1994) è un cestista statunitense.

## Carriera
La sua prima stagione oltreoceano era iniziata con l'annuncio ufficiale della firma con il Maccabi Kiryat Motzkin militante in Liga Leumit, la seconda serie israeliana. A settembre, a meno di un mese dall'annuncio del suo ingaggio, la società lo ha rilasciato nel corso del precampionato e sostituito con il panamense Javier Carter. L'11 ottobre dello stesso anno è approdato in Inghilterra ai Worcester Wolves.
La stagione 2018-2019 l'ha invece iniziata nei Paesi Bassi al Donar Groningen e terminata in Svezia con i Södertälje Kings.
Nel 2021-2022 si è laureato campione di Slovacchia con il Patrioti Levice con cui ha vinto anche l'Alpe Adria Cup, competizione FIBA Europe che vedeva la presenza di squadre slovacche, austriache, croate, ceche, slovene e polacche. Confermato ha cominciato a Levice anche la stagione seguente.
Il 4 gennaio 2023 è diventato un giocatore del Nevėžis, formazione della massima serie lituana. In 19 gare di regular season ha viaggiato a 16,4 punti e 6,3 rimbalzi di media. Nonostante una media stagionale dalla lunetta superiore al 50%, in gara 2 dei play-off contro lo Žalgiris è stato autore di un 0/13 ai tiri liberi.
Il 4 agosto 2023 è stato ufficializzato il suo approdo alla Fortitudo Bologna in Serie A2.  Il 22 luglio 2024, viene rinnovato per un'altra stagione con la Fortitudo Bologna.

## Palmarès
- Campionato slovacco: 1

Levice: 2021-22
- Alpe Adria Cup: 1

Levice: 2021-22
- Supercoppa LNP: 1

Fortitudo Bologna: 2024